# Рятувальна медаль
Рятувальна медаль на стрічці (нім. Rettungsmedaille am Band) — нагорода Пруссії і Третього Рейху.

## Історія
Медаль була заснована 16 серпня 1833 року королем Фрідріхом Вільгельмом III для нагородження людей, які врятували життя іншій людині, ризикуючи власним. Нагородження здійснювались до 1925 року. 9 червня 1925 року Міністерство внутрішніх справ Пруссії заснувало власну медаль, яка вручалась до 1936 року. 22 червня 1933 року медаль була відновлена і вручалась до 1945 року. 

## Опис
Кругла срібна медаль. На аверсі оригінальної медалі зображені профіль та ім'я засновника нагороди, медалі зразка 1925 року — орел і напис REPUBLIK PREUSSEN (рос. Республіка Пруссія), медалі зразка 1933 року — орел з напівскладеними крилами, на грудях якого знаходиться щит зі свастикою. На реверсі зображений напис FÜR RETTUNG AUS GEFAHR (рос. За порятунок від небезпеки), оточений вінком з дубового листя.
Медаль носиться на лівому боці грудей на помаранчевій стрічці з двома білими смугами. Згідно Закону про титули, ордени і нагороди від 26 липня 1957 року, носіння медалі зразка 1933 року дозволяється без свастики.